# Pargny-Filain
Pargny-Filain ist eine ehemalige französische Gemeinde mit 250 Einwohnern (Stand: 1. Januar 2022) im Département Aisne in der Region Hauts-de-France. Sie gehörte zum Arrondissement Soissons. Die Bewohner werden Pargnysiens und Pargnysiennes genannt.
Der Erlass der Präfektin vom 20. November 2024 legte mit Wirkung zum 1. Januar 2025 die Eingliederung von Pargny-Filain ohne Status einer Commune déléguée zusammen mit der früheren Gemeinde Filain zur Commune nouvelle Pargny-et-Filain fest. Die Schreibweise des Namens der Commune nouvelle wurde nachträglich geändert.

## Geografie

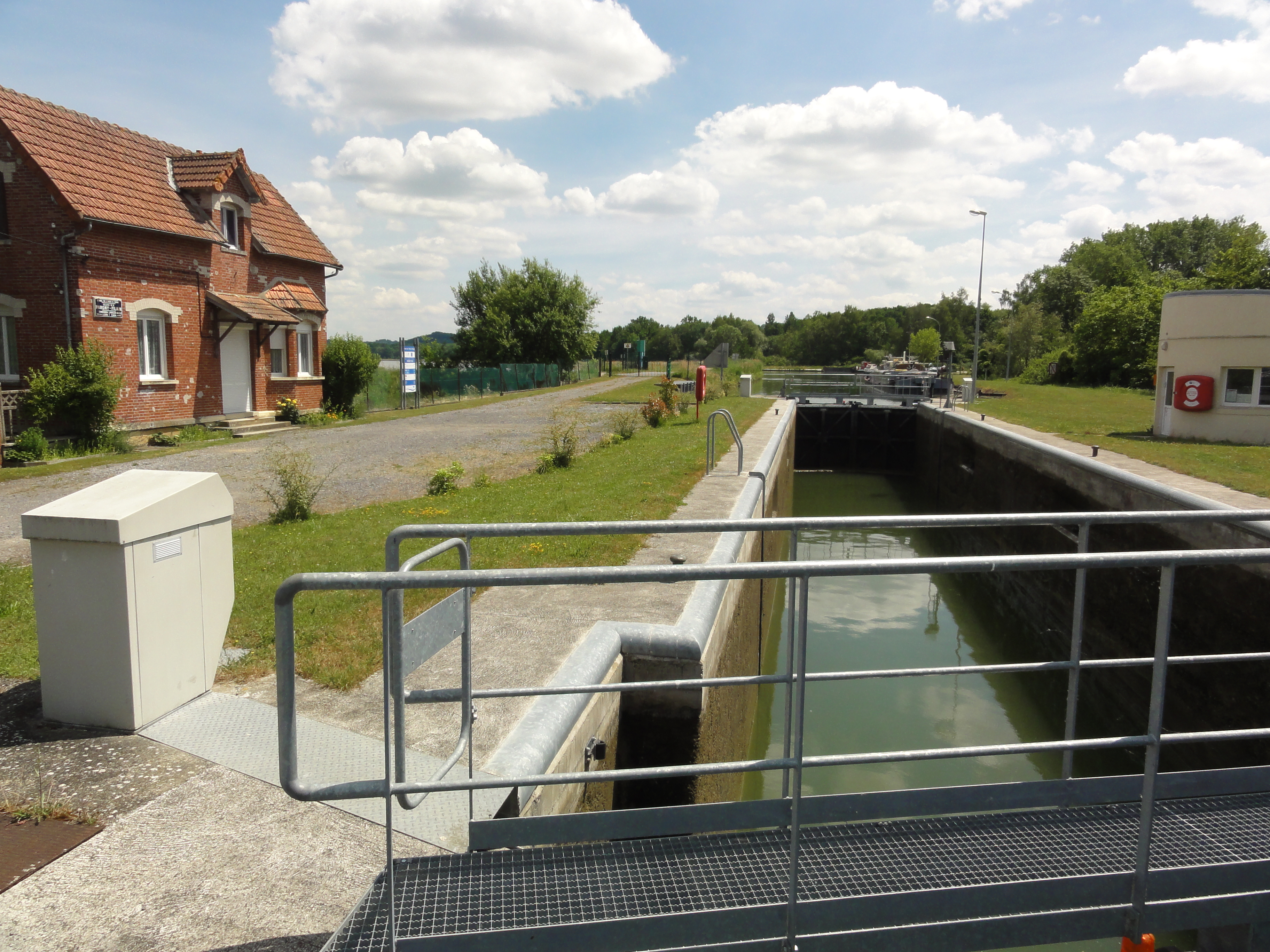
Schleuse am Canal de l’Oise à l’Aisne bei Pargny-Filain

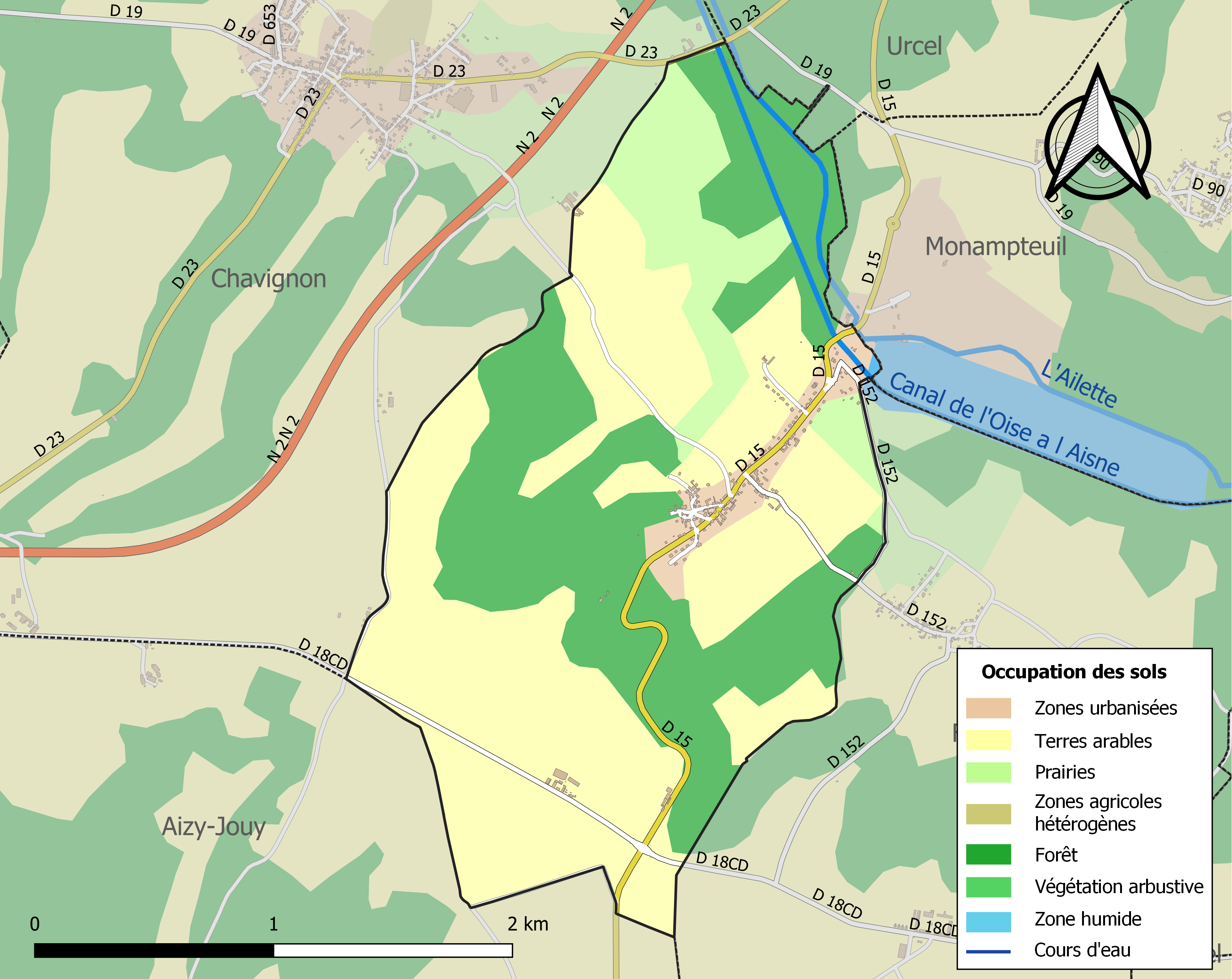
Bodennutzung, Hydrografie und Infrastruktur von Pargny-Filain (2018)

Pargny-Filain liegt etwa 12 Kilometer südsüdwestlich von Laon, etwa 18 Kilometer ostnordöstlich von Soissons und etwa 42 Kilometer nordwestlich von Reims in der historischen Provinz der Picardie. Der Ort liegt im Einzugsgebiet der Seine. Sein Gebiet wird von der Ailette entwässert, die es im Norden begrenzt und gleichzeitig die Grenze der Région naturelle des Soissonnais von der nördlich gelegenen Région naturelle des Laonnois bildet. Die Ailette speist den Canal de l’Oise à l’Aisne, der parallel zu ihr das nördliche Ortsgebiet durchquert. Der hauptsächlich in der Nachbargemeinde Monampteuil befindliche Bassin de Monampteuil staut einen Teil des Wassers der Ailette und dient zur Regulierung des Kanals.
Pargny-Filain liegt am Chemin des Dames, der sich im südlichen Ortsgebiet steil aus dem Ailette-Tal erhebt und auf dessen Kamm mit 192 m die höchste Erhebung gemessen wird. Das als Straßendorf angelegte Zentrum liegt am Fuß des Chemin des Dames auf etwa 70 m bis etwa 100 m Höhe. Die niedrigste Erhebung mit 62 m ergibt sich beim Austritt des Canal de l’Oise à l’Aisne und der Ailette im äußersten Norden.
Teile des nördlichen Gebiets von Pargny-Filain gehören zur 36.406 Hektar großen ZNIEFF-Naturzone „Collines du Laonnois et du Soissonnais septentrional“ (220120046).
Rund 60 % der Fläche von Pargny-Filain werden landwirtschaftlich, hauptsächlich als Kulturboden genutzt, rund 36 % sind bewaldet, vor allem am Hang des Chemin des Dames und entlang der Ailette und des Kanals, rund 4 % entfallen auf bebaute Flächen, 0,1 % auf Binnengewässer.
Umgeben ist Pargny-Filain von den Nachbargemeinden Urcel im Norden, Monampteuil im Nordosten, vom Ortsteil Filain im Osten und Südosten sowie von den Nachbargemeinden Aizy-Jouy im Süden und Chavignon im Westen.

## Bevölkerungsentwicklung

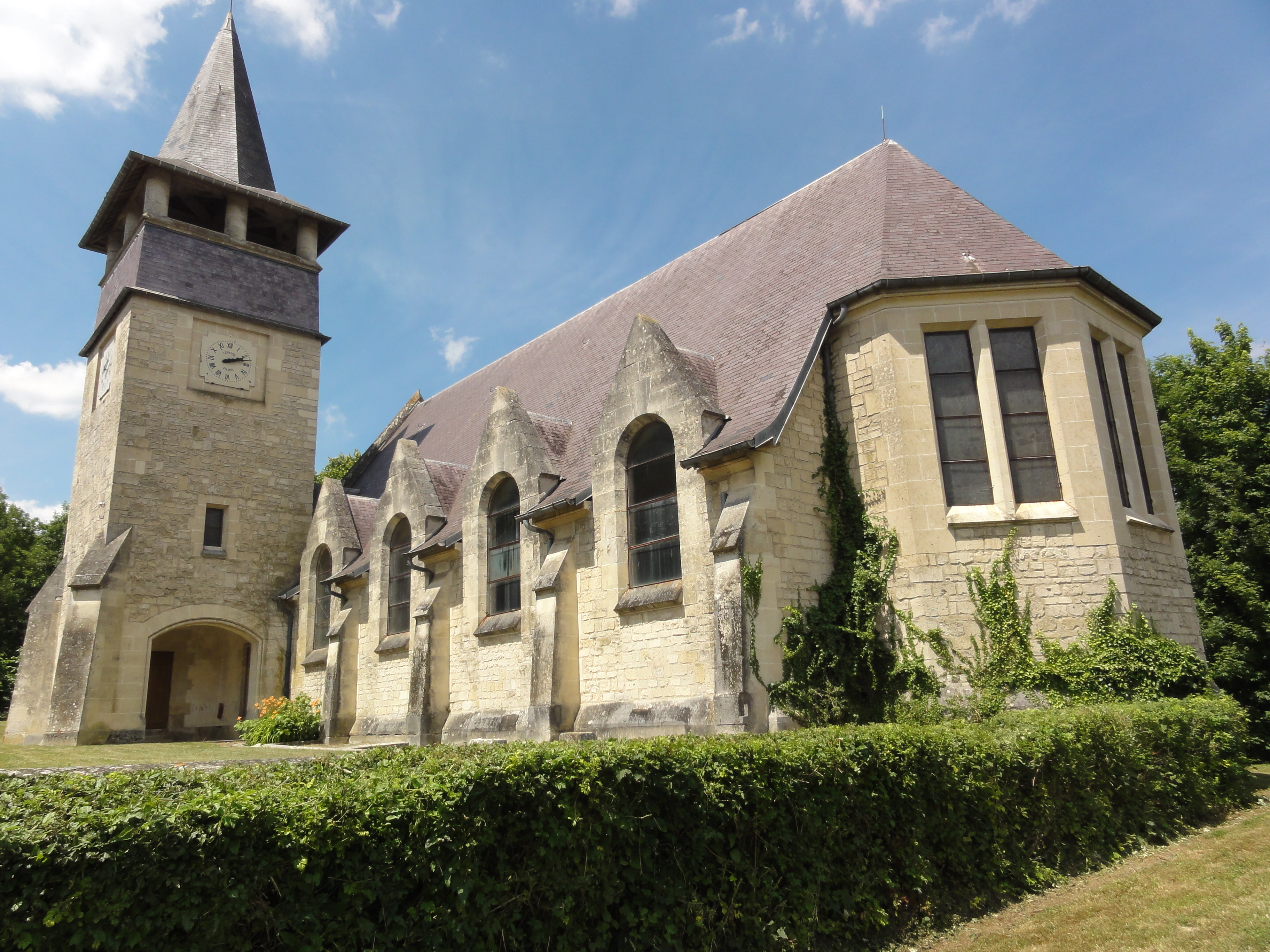
Kirche Saint-Pierre

| Jahr                       | 1962 | 1968 | 1975 | 1982 | 1990 | 1999 | 2006 | 2013 | 2020 |
| -------------------------- | ---- | ---- | ---- | ---- | ---- | ---- | ---- | ---- | ---- |
| Einwohner                  | 136  | 133  | 147  | 191  | 195  | 201  | 229  | 247  | 262  |
| Quellen: Cassini und INSEE |      |      |      |      |      |      |      |      |      |

## Sehenswürdigkeiten
- Kirche Saint-Pierre